# Хриспейн, Луис
Луис Германус Хриспейн (нидерл. Louis Hermanus Chrispijn, МФА: [luˈwi ˈkrɪspɛi̯n], Луи Криспейн; 13 мая 1854, Амстердам — 1 ноября 1926, там же) — нидерландский актер, писатель и кинорежиссёр, один из зачинателей нидерландского кинематографа.

## Избранная режиссёрская работа
Луис Хриспейн является режиссёром фильмов:
- Лестница жизни (De Levende ladder, 1913)
- Nederland en Oranje (1913)
- Сильвия Силомбра (Silvia Silombra, 1913)
- Кратес (Krates, 1913)
- Берта (De Bertha, 1914)
- Опекун любви (Liefde waakt, 1914)
- Его скрипка (Zijn viool, 1914)
- Цыгане (De zigeunerin, 1914)
- Обмен под кроватью (De verwisseling onder het bed, 1914)
- De Bloemen, die de ziel vertroosten (1914)
- Святое дело (Heilig recht, 1914)
- Weergevonden (1914)
- Воздушные замки (Luchtkastelen, 1914)
- Проклятие Завета (De Vloek van het Testament, 1915)

и др.

## Роли в кино
Снялся в 12 фильмах, в том числе:
- Silvia Silombra (1913)
- Nederland en Oranje (1913)
- De drie vrijgezellen (1914) — эпизодическая роль
- Weergevonden — Vader/Father (1914)
- Heilig recht (1914)
- Een telegram uit Mexico (1914) — эпизодическая роль
- De zigeunerin — Prof. Mortman — эпизодическая роль
- Liefdesstrijd (1915)
- De vrouw Clasina — Schipper/Bargee (1915)
- Majoor Frans — Von Zwenken (1916)
- Het geheim van den vuurtoren — Van der Meulen (1916)
- Het geheim van Delft — Van Haaften (1917)